# Paralcidia rufivenata
Paralcidia rufivenata là một loài bướm đêm trong họ Geometridae.